# De Theatercompagnie
De Theatercompagnie was een Nederlandse theatergroep, die tussen 2001 en 2009 opereerde vanuit het Compagnietheater in Amsterdam.

## Geschiedenis
Stichting De Theatercompagnie ontstond op 1 januari 2001 door een fusie van theatergroepen De Trust en Art & Pro. Artistiek leider van de groep werd Theu Boermans, die voorheen leiding gaf aan De Trust. Als standplaats werd gekozen voor het Compagnietheater, waar de groep ook naar is vernoemd, en dat sinds 1995 ook al gebruikt werd door De Trust. In 2009 werd Maaike van Langen, naast Theu Boermans, mede artistiek leider van het gezelschap.
De Theatercompagnie was de laatste jaren verwikkeld in een conflict over subsidies. De beslissing van het Nederlands Fonds voor Podiumkunsten+ om de rijkssubsidie in te trekken is door de bestuursrechter ongedaan gemaakt, maar het Fonds is in hoger beroep gegaan. Uiteindelijk werd met Theu Boermans een schikking overeengekomen. Hiervan richtte hij het gezelschap Het Derde Bedrijf op (producties in 2011 en 2012).

## Medewerkers

### Vaste regisseurs
- Theu Boermans
- Maaike van Langen

### Vaste acteurs
- Anneke Blok
- Jappe Claes
- Myranda Jongeling
- Mike Reus
- Harry van Rijthoven